# Parchim
Parchim är en stad i det tyska förbundslandet Mecklenburg-Vorpommern och huvudort i distriktet Ludwigslust-Parchim.

## Geografi
Staden ligger 40 km söder om Schwerin i ett område som formades av inlandsisen under senaste istiden (Weichsel). Här finns många insjöar och genom staden flyter floden Elde.

## Historia
I en urkund från 1170 omnämns en borg Parchim. Själva orten som i början var utsträckt på flodens östra sida fick 1225 sina stadsrättigheter. Furste Pribislav I grundade 1240 en stad på västra sidan av floden som 1282 förenade sig med den östra delen. Parchim hade en 90 centimeter tjock och 5,5 meter hög ringmur med tre portar. Idag finns en 2,7 km lång avsnitt av muren kvar.
Omkring 1530 kom reformationen till staden men trots allt fanns 1563 fortfarande häxprocesser i Parchim. Efter två pestepidemier, olika stadsbrand och trettioåriga krigets påtryckningar levde 1648 bara 1 300 personer i staden. Staden blev säte för Mecklenburgs domstol och återhämtade sig långsamt. Invånarantalet ökade och flera judar flyttade till Parchim. Ett större bakslag kom 1806 när Napoleons fälttåg ägde rum.

### 1800-talet
I mitten av 1800-talet etablerade sig flera industrier i Parchim, till exempel en textilmanufaktur, en papperskvarn, maskinindustri och ett företag som tillverkade bakugnar. Lite senare kom telegrafnätet, gasledningar och järnvägen med linjer till Ludwigslust och Neubrandenburg till staden.

### 1900-talet
Under Första världskriget inriktades ett läger för krigsfångar vid staden. Tidvis fanns här upp till 15 000 arresterade från Ryssland, Frankrike, Belgien, Serbien och England. Efter nazisternas maktövertagande förstördes Parchims judiska kyrkogård och flera judiska medborgare blev deporterade till olika koncentrationsläger. I Parchim själv fanns ett tvångsarbetsläger för personer från Polen och Sovjetunion som tillverkade delar för Tysklands krigsindustri. Även efter kriget fanns en anstalt i Parchim där politiska motståndare till den sovjetiska ockupationsmakten blev arresterade.
Parchim skadades jämförelsevis lindrig under kriget men på grund av ekonomiska svårigheter förblev byggnadssubstansen i dåligt skick. Däremot byggdes nya bostadsområden med prefabricerade hus. Först efter 1991 sanerades den historiska delen av Parchim.

### Befolkningsutveckling
Befolkningsutveckling  i Parchim
Källa: ,,,

## Galleri

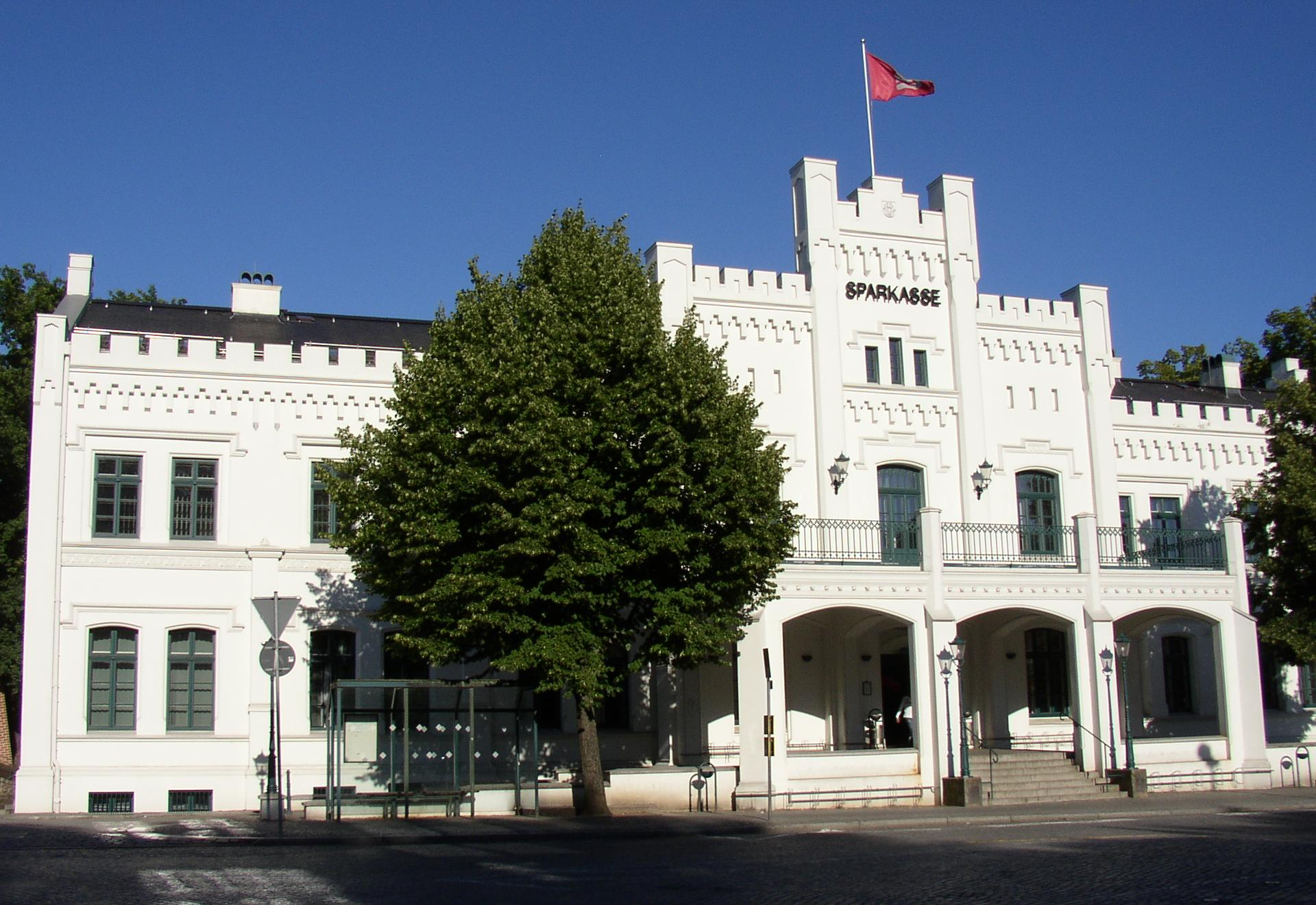
Sparbank
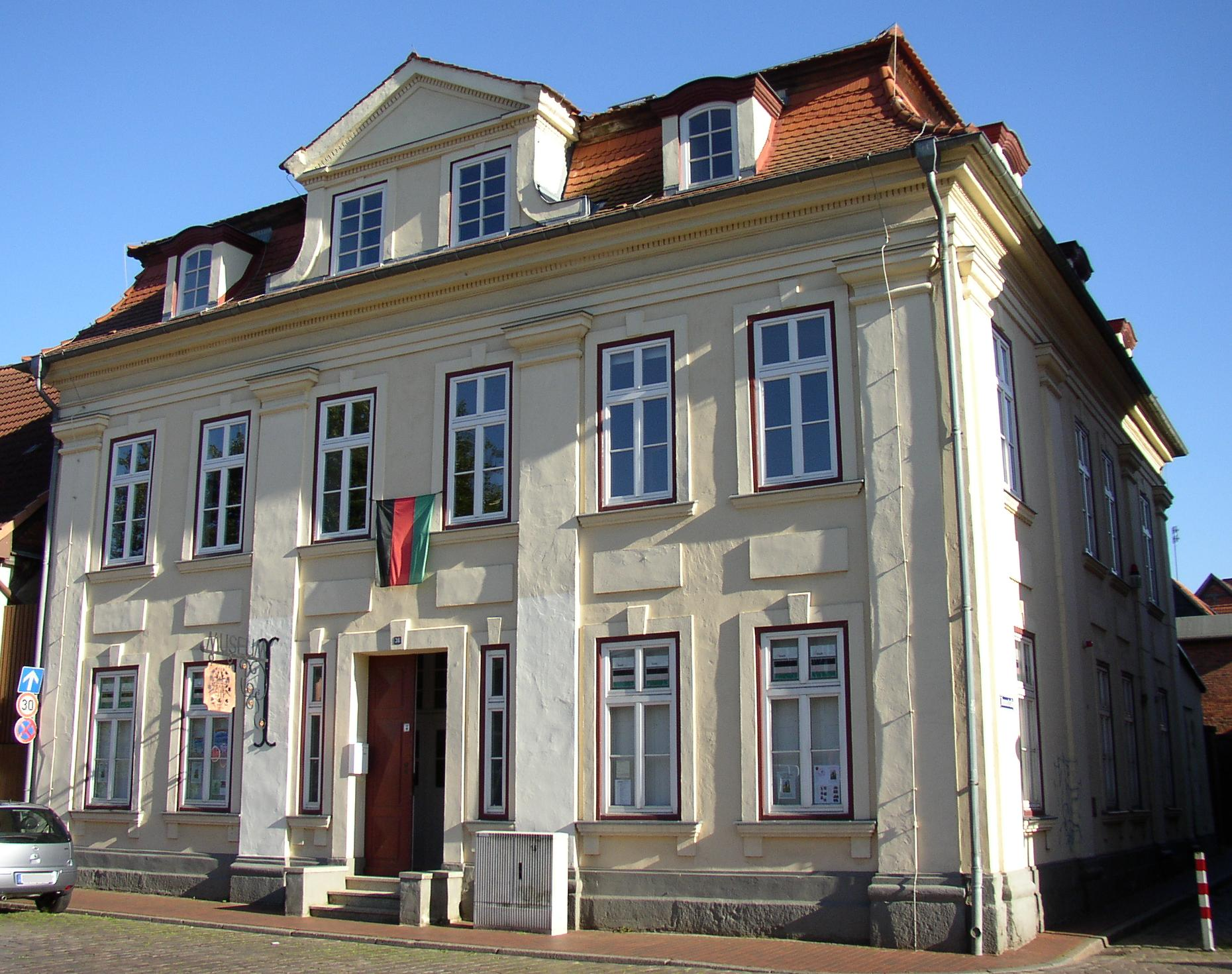
Museet
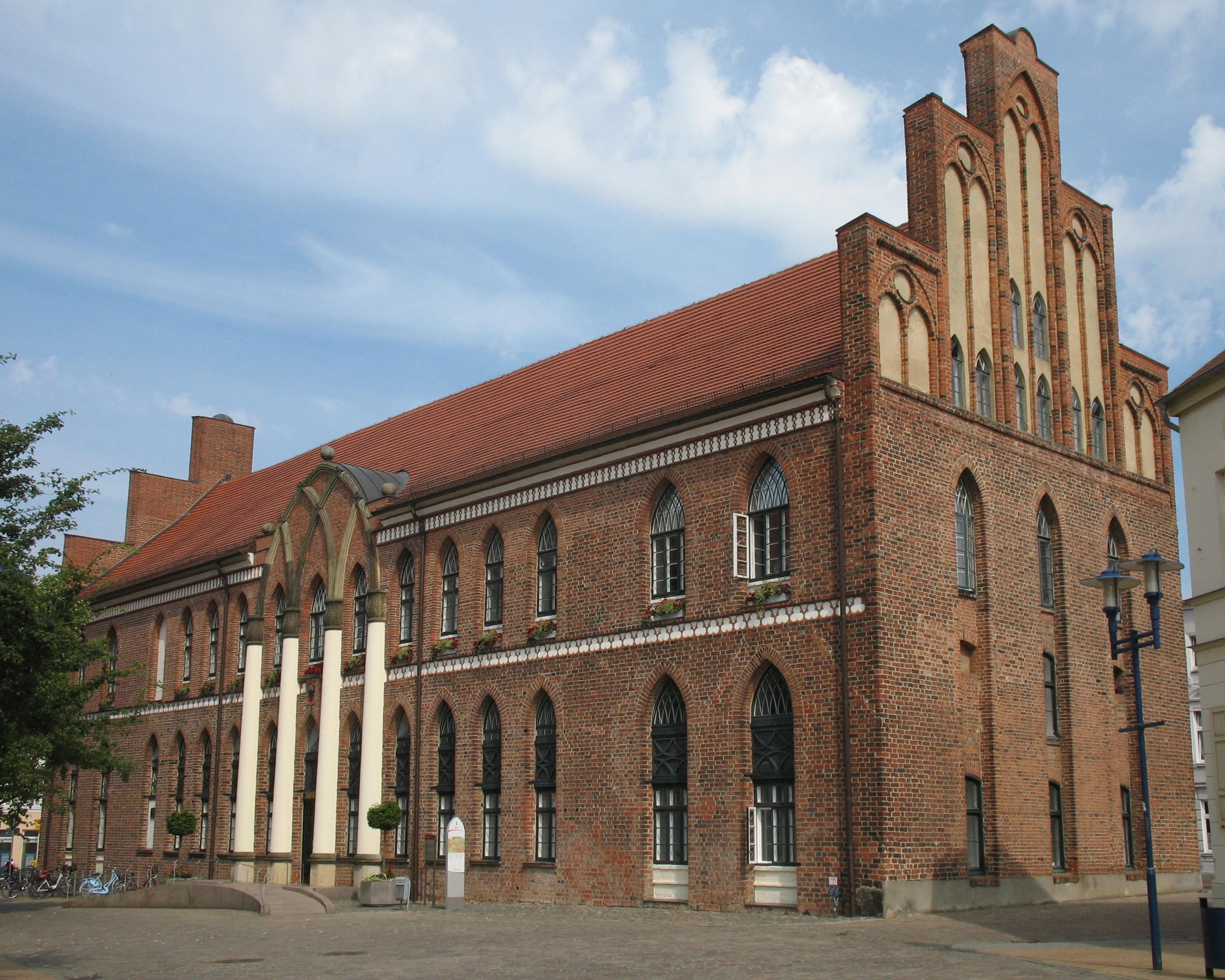
Rådhuset
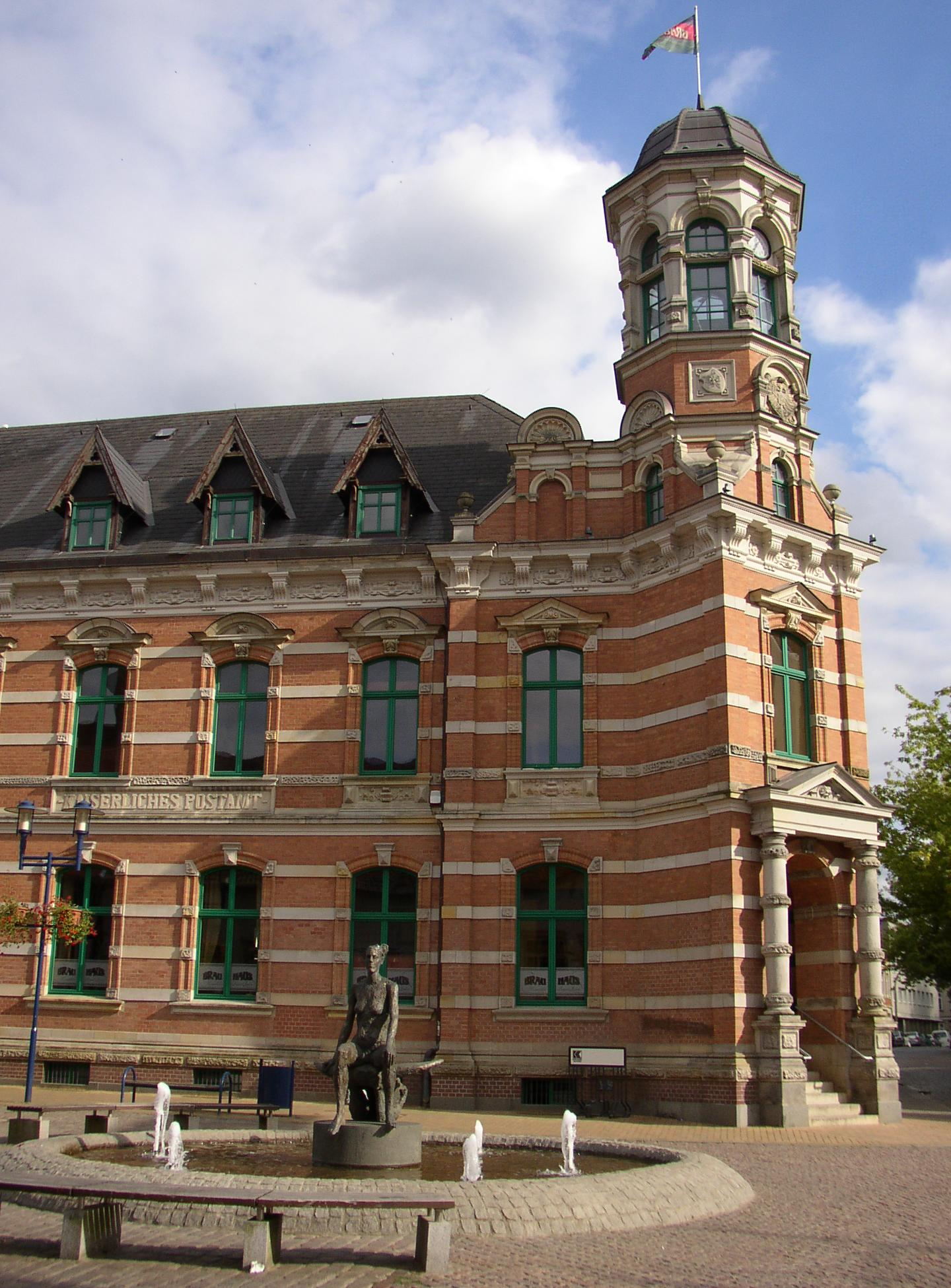
Postkontoret

## Kultur och nöjen
I Parchim finns en teater, en biograf och ett galleri. Dessutom arrangeras olika musikfest och marknadsdagar, till exempel en julmarknad kring kyrkan St. Marien. År 2007 hade 473 hus i staden status som byggnadsminne. I staden finns en speedwaybana med årliga tävlingar. Den största framgången har stadens damlag i volleyboll som spelar i Tysklands andra liga. 

## Vänorter
Parchim har fyra vänorter:
- Neumünster i Schleswig-Holstein
- Saint-Dizier i Frankrike
- Rubene/Slate i Lettland, sedan 2004
- Peer i Belgien, sedan 2004

## Kommunikationer
Parchim ligger vid järnvägslinjerna Ludwigslust-Waren/Neustrelitz och Parchim-Schwerin/Rehna som trafikeras med regionaltåg. Genom staden går förbundsvägarna (tyska:Bundesstraße) B 191 (Celle-Plau am See) och B 321.

## Övrigt
Nära Parchim finns ett flygfält som 2007 såldes till ett kinesiskt logistikföretag.